# Jans Bay (Saskatchewan)
Jans Bay je vesnice v Kanadě v provincii Saskatchewanu.

## Demografie
Podle kanadského sčítání obyvatel v roce 2006 (údaje k 24. únoru) žilo v obci 181 obyvatel v 56 domácnostech. Od roku 2001 jich ubylo 8,6%. Střední věk populace činil 18,3 roku (u mužů 18,6 roku a u žen 17,5 roku).